# Roccaverano
Roccaverano, (Rocaveran o Rocavran en piemontès) és un municipi situat al territori de la província d'Asti, a la regió del Piemont (Itàlia).
Limita amb els municipis de Bubbio, Cessole, Denice, Loazzolo, Mombaldone, Monastero Bormida, Olmo Gentile, San Giorgio Scarampi, Serole, Spigno Monferrato i Vesime.
Pertanyen al municipi les frazioni de Garbaoli, Ourano, San Gerolamo, San Giovanni, Tassito i Vengore.

## Galeria fotogràfica

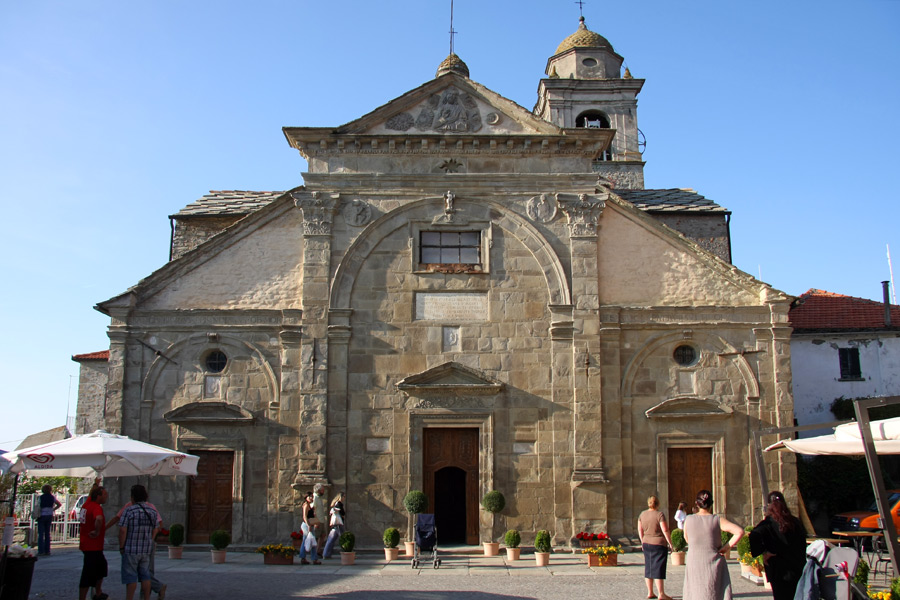
Església
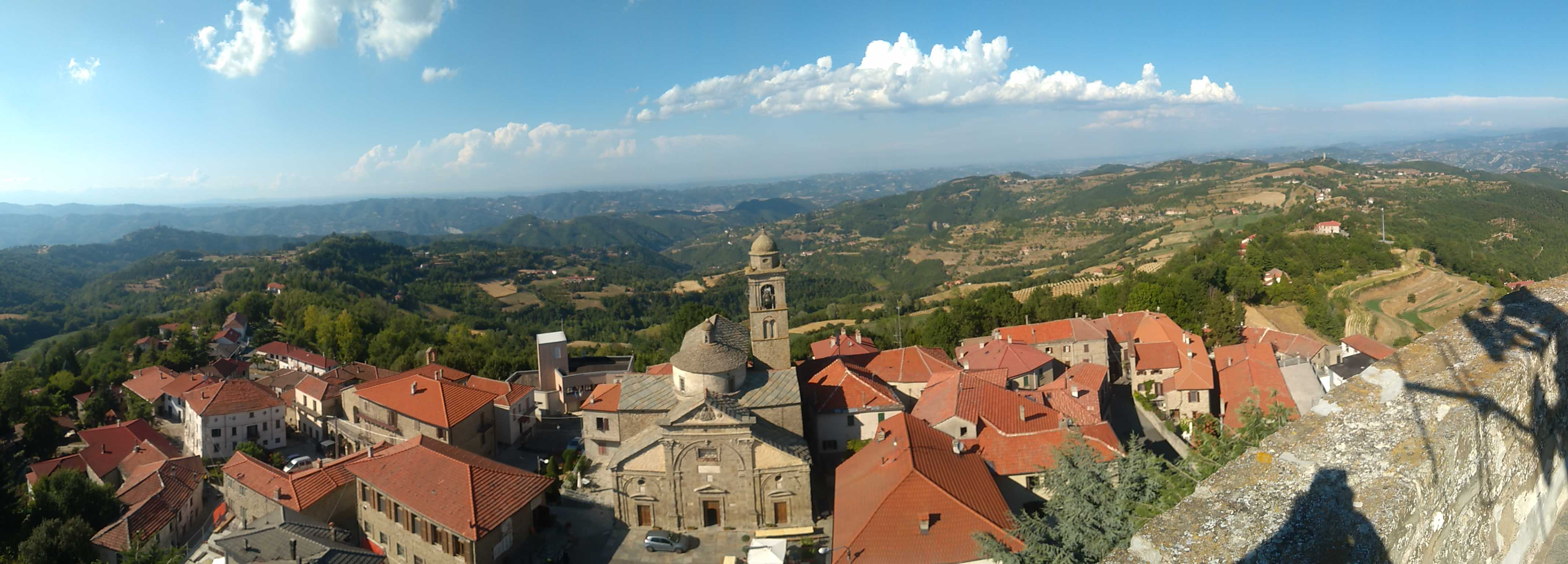